# Arquipélago de Dalaque

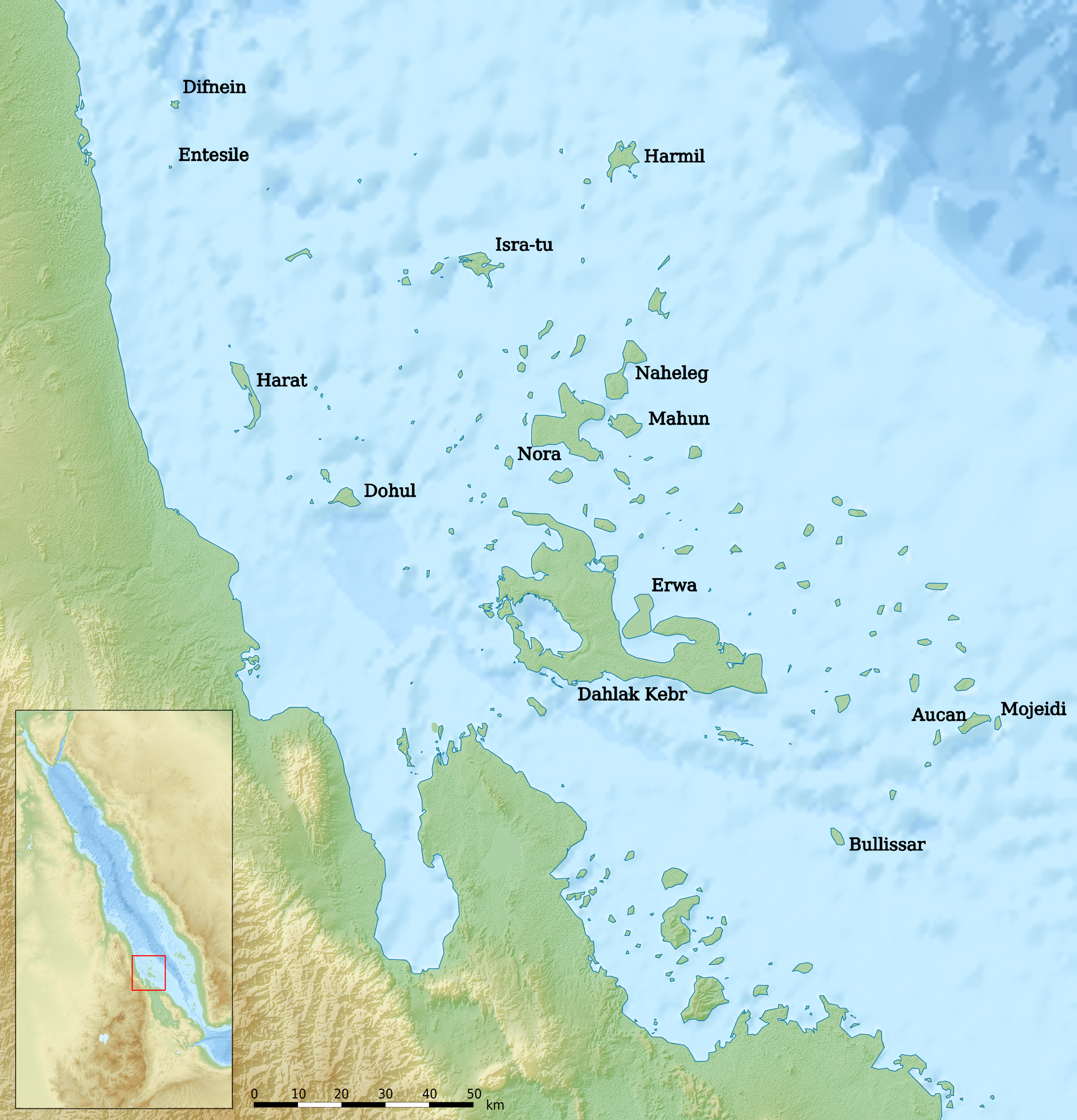
Arquipélago de Dalaque

O Arquipélago de Dalaque ou ilhas Dalaque (Dahlak) são um arquipélago situado no mar Vermelho, frente ao porto eritreu de Maçuá. É formado por duas ilhas maiores e outras 124 pequenos ilhéus. Só quatro das ilhas se encontram habitadas, entre elas Dalaque Quebir, a maior e mais povoada, ligada a Maçuá por meio de balsas.
A principal actividade económica do arquipélago Dalaque desde os tempos mais antigos é a cultura de pérolas. As ilhas são conhecidas pelas pérolas desde a época da Antiga Roma, bem como pela diversidade da fauna marinha e aves, que atraem os turistas de hoje. A população fala a língua dalique, uma língua semítica.
Outras ilhas no arquipélago, próximas de Dalaque Quebir, são Naalegue (35 km²), Duladia, Dissei, Doul, Eruá, Harate, Hermil, Isra-Tu, Nora (105 km²) e Xuma.

## História

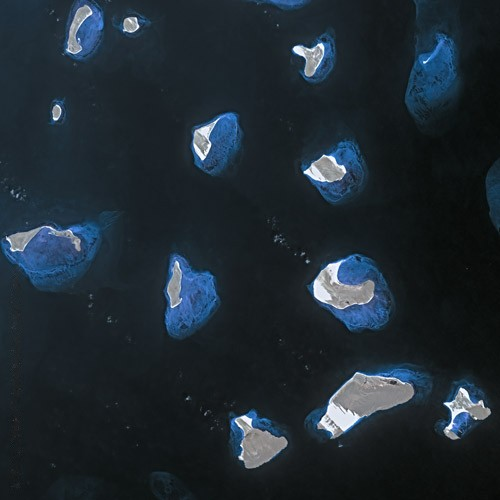
Imagem SPOT de parte do arquipélago de Dalaque

No século VII um estado muçulmano independente surgiu no arquipélago, mas foi sucessivamente conquistado pelo Iémene, pela Abissínia, pelo Império Otomano que em 1559 colocou as ilhas sob a autoridade do paxá do actual Sudão, pela Itália em 1890 vindo a integrar a colónia da Eritreia, pela Etiópia em 1941 e, finalmente, integrado no estado da Eritreia, que chegou à independência em 1993. Foi do arquipélago de Dalaque que se originou o levantamento armado da Eritreia contra a Etiópia, alastrando ao resto do país, visando a independência.
As ilhas também serviram como prisão durante a fase de colónia italiana da Eritreia, e como base naval soviética durante a aproximação entre a União Soviética e a Etiópia durante a Guerra Fria.

## Dalaque Quebir
Dalaque Quebir é a maior das ilhas do arquipélago, como o seu nome árabe indica; anteriormente era chamada Dahlak Deset. A sua população é de cerca de 2500 pessoas, concentradas maioritariamente na povoação homónima, situada na costa ocidental. Há antigas cisternas e necrópoles na ilha, que datam de pelo menos do ano 912; também se localizam na ilha ruínas pré-islâmicas em Adel, fósseis e manguezais. As actividades mais destacadas além das pérolas são a pesca, a recolha de de pepinos-do-mar e o turismo de natureza.